# Juristische Arbeitsblätter
Die Fachzeitschrift Juristische Arbeitsblätter (JA) ist ein monatlich erscheinendes juristisches Periodikum, das sich in erster Linie an Referendare und Studenten der Rechtswissenschaften wendet. Ein Heft pro Jahr ist ein Doppelheft, sodass jeder Jahrgang 11 Ausgaben umfasst.
Die Zeitschrift wurde von Hermann Blei, Dieter Henrich und Roman Herzog begründet und erschien ursprünglich im J. Schweitzer Verlag (Berlin). Sie wurde 1978 vom Gieseking-Verlag (Bielefeld) übernommen, 1985 vom Alfred Metzner Verlag (Frankfurt am Main), 1988 vom Luchterhand Fachverlag, 2006 vom Carl Heymanns Verlag. Seit 2010 erscheint die Zeitschrift im Verlag Franz Vahlen.
Die Redaktion hat ihren Sitz in München.
Die Juristischen Arbeitsblätter erscheinen seit 1969.